# Колібрі-іскринка малий
Колі́брі-іскри́нка малий (Chaetocercus bombus) — вид серпокрильцеподібних птахів родини колібрієвих (Trochilidae). Мешкає в Андах.

## Опис
Довжина самців становить 6-7 см. Самці мають переважно бронзово-синьо-зелене забарвлення. Від очей до грудей ідуть охристі смуги. На горлі рожева пляма, груди охристі, решта нижньої частини тіла бронзово-синьо-зелена. Хвіст роздвоєний, крайні стернові пера являють собою голі стрижні, опахала на них відсутні. Дзьоб прямий, чорний. У самиць верхня частина тіла бронзово-зелена, нижня частина тіла переважно світло-коричнева, боки і гузка охристі. Хвіст округлий, рудувато-коричневий з чорною смугою на кінці.

## Поширення і екологія
Малі колібрі-іскринки мешкають на крайньому південному заході Колумбії в департаменті Нариньйо, на заході Еквадору і на півночі Перу (на південь до Ла-Лібертада і Уануко). Вони живуть в перехідній зоні між сезонно вологими і вологими широколистяними гірськими лісами. На заході Еквадору зустрічаються на висоті до 2300 м над рівнем моря, на східних схилах Анд в Еквадорі і Перу на висоті від 900 до 3000 м над рівнем моря. Ведуть переважно осілий спосіб життя, іноді здійснюють висотні міграції.
Малі колібрі-іскринки живляться нектаром квітів, зокрема з родів Agave, Cavendishia, Inga, Muntingia, Palicourea, Psammisia, інших айстрових і вересових. Шукають їжу в нижньому і середньому ярусах лісу. Вони не захищають кормові території, а через невеликі розміри і повільний політ, як у джмелів, живляться нектаром на територіях інших колібрі.

## Збереження
МСОП класифікує стан збереження цього виду як близький до загрозливого. За оцінками дослідників, популяція малих колібрі-іскринок становить від 5 до 20 тисяч дорослих птахів. Їм загрожує знищення природного середовища.